# Bucciano (San Miniato)
Bucciano è una località del comune italiano di San Miniato, nella provincia di Pisa, in Toscana.

## Geografia fisica
Il borgo di Bucciano è situato su una collina tra i torrenti Egola e Chiecina, a circa 10 km dal centro comunale di San Miniato, nel Valdarno inferiore. 

## Storia
Paese sorto in epoca altomedievale intorno al castello che ivi sorgeva, è ricordato in documento del 1260 per la presenza della chiesa di San Regolo e poi nel 1314 per essere stato uno dei comunelli che si ribellarono a San Miniato alleandosi ad Uguccione della Faggiola con Pisa: il castello di Bucciano fu restituito a San Miniato il 12 agosto 1215.

## Monumenti e luoghi d'interesse
- Chiesa di San Regolo, antica chiesa parrocchiale già attestata al 1260, è stata successivamente ristrutturata nel 1890. Conserva un Martirio di San Regolo di Niccolò Betti.

## Sport
Ai piedi della collina di Bucciano sorge il crossodromo internazionale Santa Barbara.